# 布拉夫鎮區 (堪薩斯州索姆奈縣)
布拉夫鎮區（英語：Bluff Township）為美國堪薩斯州索姆奈縣轄下的鎮區。2010年美国人口普查中此鎮區人口有48人。

## 地理
布拉夫鎮區涵蓋總面積為136.3平方（52.64平方英里），其中陸地面積為136.3平方（52.64平方英里），水域面積為0平方（0.00平方英里）或0.00%。

## 人口統計
根據2010年美國人口普查，布拉夫鎮區人口有48人，其中男性有24人，女性有24人，人口密度為每平方公里0.35人，住房計43戶。鎮區內的白人有46人，非裔美國人有0人，美洲原住民有0人，亞裔美國人有0人，太平洋島裔美國人有0人，其他種族有2人，混血種族則有0人。此外鎮區內有2人為西班牙裔或拉丁裔美國人。此鎮區之年齡中位數為58.5歲，而男性年齡中位數為58.5歲，女性年齡中位數為58.5歲。